# Angelo Bagnasco
Angelo Bagnasco, né le 14 janvier 1943 à Pontevico, dans la province de Brescia, en Lombardie, est un cardinal italien de l'Église catholique romaine, archevêque émérite de Gênes depuis 2020.

## Biographie

### Jeunesse et études
Né à Pontevico en Italie, son désir de devenir prêtre serait lié à son activité de servant d'autel. Il reprend des études bien après son ordination, obtenant une maîtrise de philosophie à l'université de Gênes en 1979.

### Prêtre
Il est ordonné prêtre le 29 juin 1966 par le cardinal Giuseppe Siri, archevêque de Gênes.
Il cumule ses ministères en paroisse avec de l'enseignement, en particulier comme professeur d'italien et professeur de métaphysique et d'athéisme contemporain à la faculté de théologie de l'Italie du Nord. Il a également dirigé les bureaux diocésains de liturgie, de catéchèse, et de l'éducation.

### Évêque
Nommé évêque de Pesaro le 3 janvier 1998, il est consacré par le cardinal Dionigi Tettamanzi le 7 février de la même année. Il est élevé au rang d'archevêque métropolitain le 11 mars 2000.
En 2003, il est nommé évêque aux Armées, puis, en 2006, il succède au cardinal Tarcisio Bertone comme archevêque de Gênes.
Il a exercé diverses fonctions au sein de la conférence épiscopale italienne, en particulier comme président du département administratif du journal Avvenire depuis 2001, comme secrétaire de la commission pour l'éducation de 2002 à 2005 et comme secrétaire de la commission pour la culture et les communications sociales depuis 2005.
Le 7 mars 2007, il est choisi pour succéder à Camillo Ruini comme président de la Conférence épiscopale italienne sur recommandation des cardinaux Tarcisio Bertone et Angelo Sodano. Le pape Benoît XVI le confirme dans ses fonctions pour un second mandat de cinq ans le 7 mars 2012. Le 24 mai 2017, au terme de son second mandat, François choisit pour lui succéder à ce poste le cardinal Gualtiero Bassetti. 
En octobre 2016, il est élu président du Conseil des conférences épiscopales européennes (CCEE).
Il se retire de sa charge d'archevêque de Gênes le 8 mai 2020.

### Cardinal
Lors du consistoire du 24 novembre 2007, il est créé cardinal par Benoît XVI avec le titre du cardinal-prêtre de la Gran Madre di Dio.
Le 12 juin 2008, il est nommé membre de la Congrégation pour les Églises orientales, de la Congrégation pour le culte divin et la discipline des sacrements et de la Congrégation des évêques.
De nombreux observateurs du Saint-Siège considèrent le cardinal Bagnasco comme un possible successeur de Benoît XVI lors du  conclave de 2013, auquel il participe et qui élit François. Le journaliste Enzo Roméo, dans son dernier livre Guerre vaticane, le place dans sa liste des papabili.
Il atteint la limite d'âge le 14 janvier 2023, ce qui l'empêche de participer au conclave devant désigner le successeur du pape François.

## Prises de position
Parmi ses prises de position, il a défendu Benoît XVI à la suite de son discours de Ratisbonne et, en avril 2007, il a sévèrement condamné les unions de même sexe, en faisant un rapprochement entre l'homosexualité, la pédophilie et l'inceste. Au niveau de la doctrine sociale, Angelo Bagnasco a défendu le droit à tout travailleur d'avoir un emploi.

## Succession apostolique
Angelo Bagnasco a ordonné les évêques suivants :
- Évêque Vittorio Lupi (it) (2008)
- Patriarche Francesco Moraglia (2008)
- Évêque Nunzio Galantino (2012)
- Évêque Guido Gallese (it) (2012)
- Évêque Antonio Suetta (it) (2014)
- Évêque Nicolò Anselmi (it) (2015)
- Évêque Domenico Pompili (it) (2015)
- Évêque Corrado Sanguineti (2016)
- Archevêque Marco Tasca, O.F.M.Conv. (2020)